# Staré Jesenčany
Staré Jesenčany é uma comuna checa localizada na região de Pardubice, distrito de Pardubice.